# Église Saint-Michel du Wast
L’église Saint-Michel est une église française de culte catholique, située rue de l'Église à Le Wast dans le département du Pas-de-Calais. 

## Historique
Le prieuré Saint-Michel du Wast a été fondé par sainte Ide, veuve du comte Eustache II de Boulogne et mère de Godefroy de Bouillon. Après la mort de son mari, la comtesse Ide a vendu ses alleux pour restaurer ou fonder trois établissements religieux. Le premier établissement est l'abbaye Saint-Wulmer de Samer qu'elle restaure ou reconstruit. Le deuxième est le prieuré Saint-Michel du Wast. Le troisième est le prieuré de La Capelle, à Les Attaques, où elle est morte en 1113. La date de fondation du prieuré n'est pas connue mais d'après les écrits d'un moine elle a été faite pendant l'épiscopat de Gérard, évêque de Thérouanne entre 1084 et 1099. Le prieuré Saint-Michel a été fondé avant l'abbaye de La Capelle dont on sait qu'elle a été fondée en 1091 d'après Jean d'Ypres et Lambert d'Ardres. Sainte Ide a été inhumée dans la crypte de l'église du prieuré Saint-Michel selon son désir. Sainte Ide a soumis le prieuré Saint-Michel à l'autorité de l'abbaye de Cluny en 1110. 
Le premier prieur connu est Haunon, cité dans la chronique d'Andres, en 1119. La communauté de ce prieuré comportait quatre frères et le prieur. En 1197, le prieur se nomme Simon. Il a été grand bailli du comte Renaud de Dammartin. Il est au service de Louis IX, saint Louis, en 1217 et signe un acte en 1220. L'abbé Daniel Haigneré cite plusieurs prieurs dont il a pu retrouver les noms dans les archives : Jean de Nutry ou Mitry en 1376, Thomas Le Barbier, moine de l'abbaye Saint-Bertin, lui a succédé, Guérard Favelin ou Fanelin, en 1431, Baudouin du Wast, entre 1452 et 1471, Gérard de Cuynghem, moine de Saint-Bertin, entre 1502 et 1518, Jean le Vasseur, cité en 1560, Nicolas Allart, en 1604, Louis Seytre, cité en 1637 et 1642, François de La Rochequibal, entre 1665 et 1693, Louis de Pestinien de Cuvilly, en 1694, Joseph de Fransure de Villers, en 1724, Martin Lailier, en 1729, N. de la Vigne, en 1745, Nicolas-Aimé de Saint-Vincent, René-Louis-Joseph Sannier, curé de Gaillon, en 1788, Jean-Alexandre Baroche, chanoine de Rouen, en 1789. Les prieurs du Wast étaient devenus commendataires au XVIe siècle. Le prieuré avait des biens en Angleterre avant de les perdre mais ils avaient encore 2 000 livres de revenus, charges comprises, en 1789.
Le prieuré a joui d'une certaine prospérité jusqu'au XIVe siècle, mais dès 1323 le prieuré est décrit comme à demi ruiné d'après les définitions du chapitre général de l'abbaye de Cluny. Les destructions de La Capelle par les Anglais en 1346, Ardres et Beaulieu, en 1390, n'ont pas dû épargner Le Wast. La crypte existait encore en 1669 quand les reliques de sainte Ide ont été transférées à Paris.
Les revenus du diocèse de Boulogne ne signalent pour le prieuré du Wast qu'un vieux bâtiment et un jardin. L'évêque de Boulogne Pierre de Langle a fait de l'église du prieuré une église paroissiale en 1721.
Le prieuré et ses dépendances sont vendus comme bien national en 1792. L'église est retournée à la commune après le concordat de 1801.
L'église romane a dû être partiellement détruite au XVIe siècle alors que les Anglais étaient maîtres de Calais. L'église qui subsistait en 1854 était celle du XVIIIe siècle.  L'église a fait l'objet d'un importante restauration en août 1910. Les collatéraux perdus au XVIIe ou XVIIIe siècle sont substituées par des bas-côtés nouveaux dans un style traditionnel. Cette restauration a permis de découvrir les colonnes et les grandes arcades de la nef.

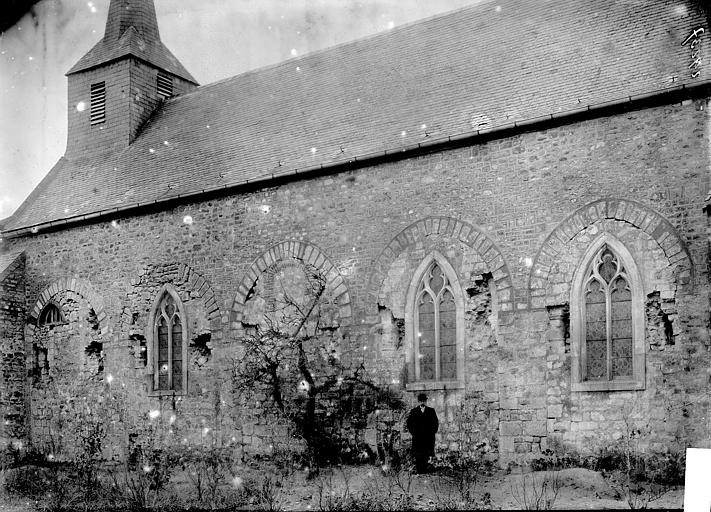
Façade méridionale au XIXe siècle, traces d'anciennes arcades.
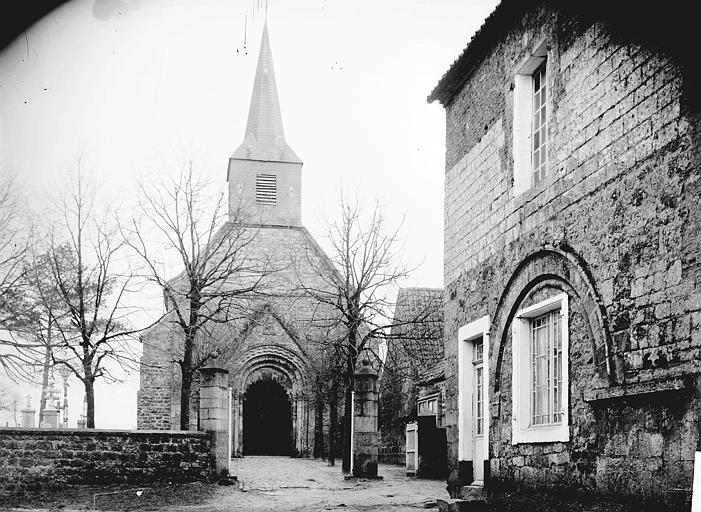
Façade occidentale au  XIXe siècle, sans bas-côtés.
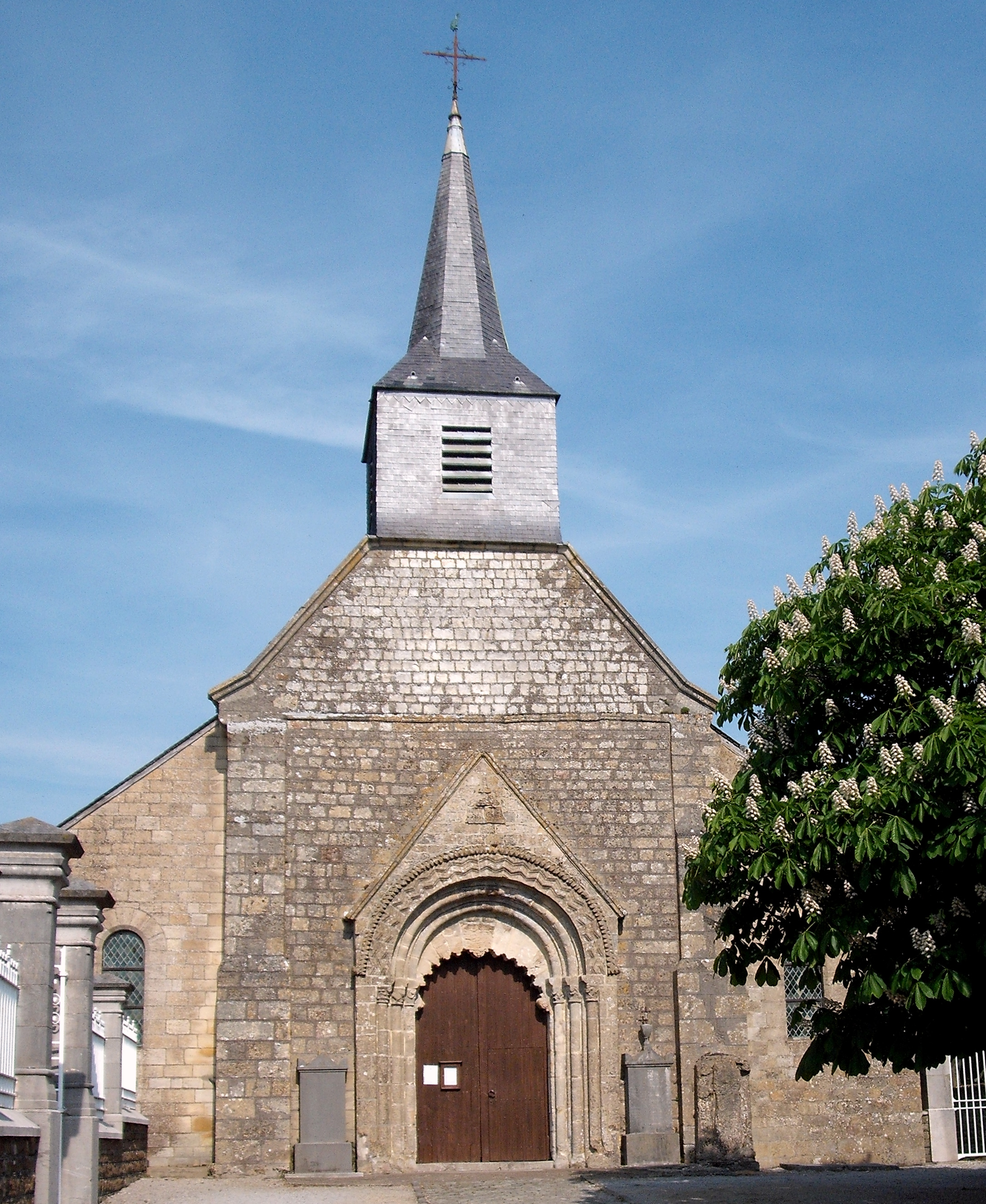
Façade occidentale aujourd'hui, avec bas-côtés.

## Protection
L'église a été classée au titre des monuments historiques le 15 novembre 1913. Le portail était déjà classé le 19 novembre 1910.